# 9014 Svyatorichter
9014 Svyatorichter è un asteroide della fascia principale. Scoperto nel 1985, presenta un'orbita caratterizzata da un semiasse maggiore pari a 2,3206650 UA e da un'eccentricità di 0,1662320, inclinata di 9,42816° rispetto all'eclittica.